# Municipio de Columbia (Misuri)
El municipio de Columbia (en inglés: Columbia Township) es un municipio ubicado en el condado de Boone en el estado estadounidense de Misuri. En el año 2010 tenía una población de 62961 habitantes y una densidad poblacional de 275,76 personas por km².

## Geografía
El municipio de Columbia se encuentra ubicado en las coordenadas 38°57′10″N 92°14′1″O / 38.95278, -92.23361. Según la Oficina del Censo de los Estados Unidos, el municipio tiene una superficie total de 228.32 km², de la cual 227.7 km² corresponden a tierra firme y (0.27%) 0.62 km² es agua.

## Demografía
Según el censo de 2010, había 62961 personas residiendo en el municipio de Columbia. La densidad de población era de 275,76 hab./km². De los 62961 habitantes, el municipio de Columbia estaba compuesto por el 78.49% blancos, el 12.36% eran afroamericanos, el 0.34% eran amerindios, el 4.35% eran asiáticos, el 0.06% eran isleños del Pacífico, el 1.24% eran de otras razas y el 3.15% pertenecían a dos o más razas. Del total de la población el 3.78% eran hispanos o latinos de cualquier raza.